# Pierre-Yves Rochon
Pierre-Yves Rochon (* 6. September 1946 in Saint-Nazaire) ist ein französischer Innenarchitekt. Er ist auf die Gestaltung von Grand Hotels spezialisiert.

## Leben und Werk
Pierre-Yves Rochon wuchs in der Bretagne auf. Er studierte Innenarchitektur an der École nationale supérieure des arts décoratifs in Paris, wo er als Klassenbester ausgezeichnet wurde. 1969 heiratete er Annick Rochon. Das Paar hat einen Sohn. Pierre-Yves Rochon war zunächst zehn Jahre lang in den Büros anderer Innenarchitekten wie Michael Boyer tätig. Er machte sich 1979 mit seinem eigenen Pariser Büro, der Société Pierre-Yves Rochon, selbstständig und spezialisierte sich auf Grand Hotels.
Die luxuriösen, detailgenauen Gestaltungen Rochons gründen in einem eklektischen Zugang. Er verbindet historische Elemente, die lokale Traditionen des jeweiligen Hotels berücksichtigen, mit zeitgenössischen Akzenten. Besonderes Augenmerk legt er auf die Schaffung großzügiger und komfortabler Gemeinschaftsräume. Die Vorliebe für historisierende Gestaltungen in Anlehnung an opulente Dekors und Ausstattungen des 18. und 19. Jahrhunderts teilt Rochon mit anderen französischen Innenarchitekten seiner Generation, zu denen Jacques Garcia, François-Joseph Graf und Jacques Grange zählen. Beeinflusst ist er von den Arbeiten des Innenarchitekten und Möbelgestalters Jacques-Émile Ruhlmann, der in den ersten Jahrzehnten des 20. Jahrhunderts wirkte. Neben Grand Hotels gestaltete Rochon Restaurants für bekannte Köche wie Paul Bocuse, Alain Ducasse und Joël Robuchon.

## Werkliste (Auswahl)
- Baur au Lac, Zürich
- Château Les Crayères, Reims
- Four Seasons Firenze, Florenz
- Four Seasons George V, Paris

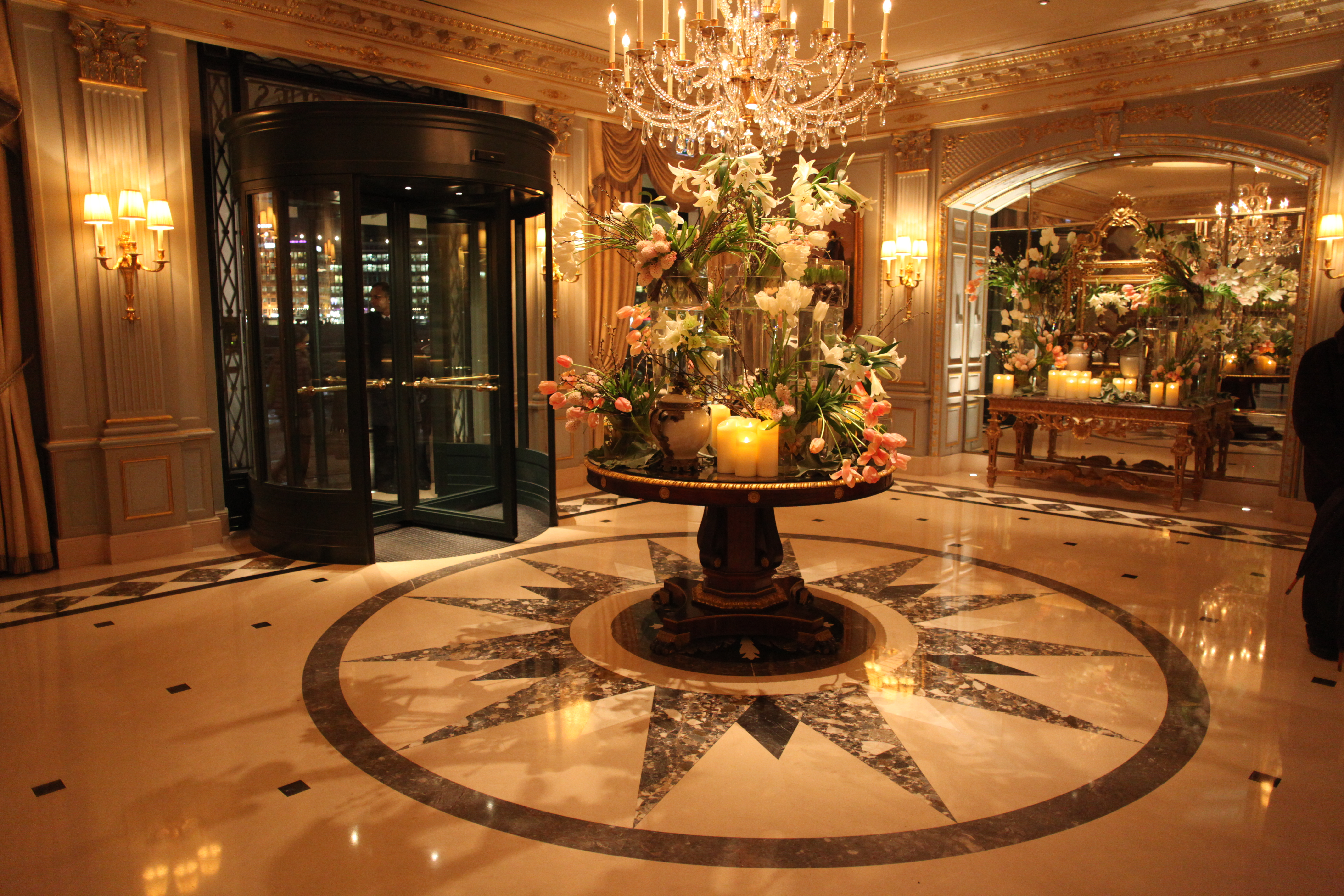
Four Seasons Hôtel des Bergues

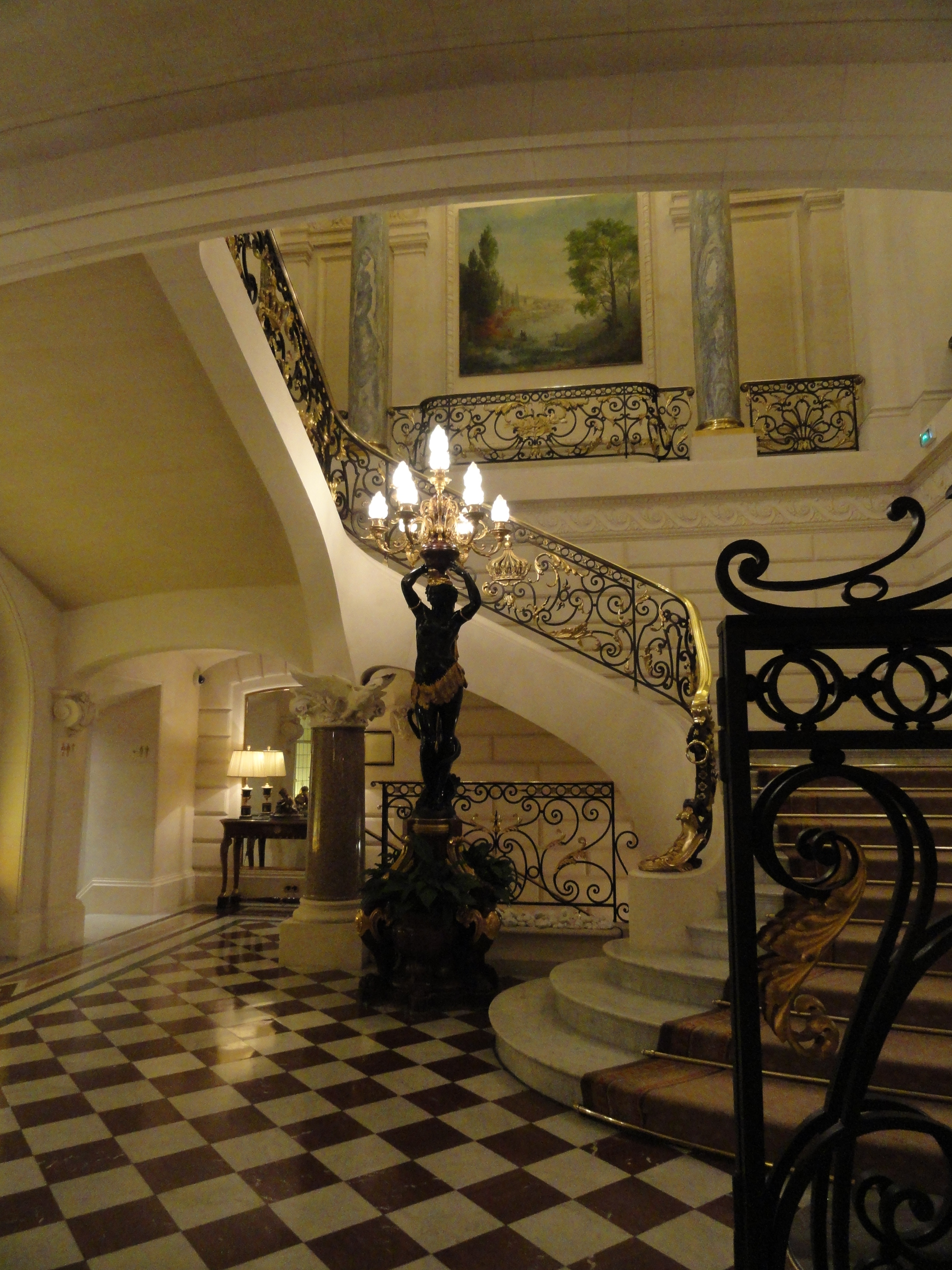
Shangri-La Hotel, Paris

- Four Seasons London at Park Lane, London
- Four Seasons Hotel, Chicago
- Four Seasons Hotel, Washington, D.C.
- Four Seasons Hotel, Prag
- Four Seasons Hôtel des Bergues, Genf
- Four Seasons Hotel Ritz, Lissabon
- Grand-Hôtel du Cap-Ferrat, Saint-Jean-Cap-Ferrat
- Hôtel du Lac, Vevey
- Hôtel François 1er, Paris
- Hôtel Hermitage, Monte Carlo
- Hôtel Keppler, Paris
- Hotel Sacher, Wien
- Hotel Bristol (Wien)
- Hôtel San-Regis, Paris
- InterContinental Amstel Amsterdam, Amsterdam
- Kronenhof, Pontresina
- Monte Carlo Bay Resort, Monte Carlo
- The Peninsula Shanghai, Shanghai
- The Savoy Hotel, London
- Shangri-La Hotel, Paris
- Sofitel Buenos Aires, Buenos Aires
- Sofitel Chicago Water Tower, Chicago
- Sofitel El Gezirah, Kairo
- Sofitel London St. James, London
- Sofitel Washington DC Lafayette Square, Washington, D.C.[6]
- The Woodward, Genf